# Cambefortius bidentiger
Cambefortius bidentiger är en skalbaggsart som beskrevs av D'orbigny 1905. Cambefortius bidentiger ingår i släktet Cambefortius och familjen bladhorningar. Inga underarter finns listade.